# مریدن (نیوهمپشایر)
مریدن (به انگلیسی: Meriden) یک منطقهٔ مسکونی در ایالات متحده آمریکا است که در شهرستان سولیوان، نیوهمپشایر واقع شده‌است. مریدن ۲۸۲٫۸۶ متر بالاتر از سطح دریا واقع شده‌است.